# Oleinian monoetanoloaminy
Oleinian monoetanoloaminy – organiczny związek chemiczny, sól kwasu oleinowego i etanoloaminy. Stosowany jest jako lek na żylaki kończyn dolnych w zabiegu sklerotrapii.